# Anna Maria Papi
Anna Maria Papi (Firenze, 12 settembre 1928 – 26 marzo 2012) è stata una giornalista e scrittrice italiana.

## Biografia
Nata a Firenze il 12 settembre 1928, figlia di Roberto Papi e Vittoria Contini Bonaccossi, il nonno, Alessandro Contini Bonacossi è stato uno dei più importanti mercanti d'arte degli inizi del '900.
Dopo il liceo inizia a lavorare alle Edizioni U da Carlo Ludovico Ragghianti e Maria Luigia Guaita. In seguito a Parigi è assunta da Jean Paul Sartre nella redazione di Temps Modernes.
Dopo un intervallo di esperienze commerciali nella Milano degli anni 60, inizia una lunga collaborazione con Critica Sociale e varie testate, tra queste: Casabella, Vogue, Paese Sera, Il Nuovo, Feeling, Guerin Sportivo, Diva, La Hora, Firenze Sera.
Pubblica con Pio Baldelli il libro Firenze capitale del nulla. Lavora nel 1972 alla realizzazione del film Un Amleto di meno di Carmelo Bene, come assistente alla regia e produttrice; il film vince il Premio come miglior film di qualità a Cannes nel 1973. Fonda e dirige Videogramma, una struttura innovativa che utilizzava il video come diffusione e comunicazione alternativa, partecipa a produzioni musicali per la Rai Tv (Gerry Mulligan, Keith Jarret, Thelonious Monk, Vinícius de Moraes, Toquiño, Charles Mingus). Realizza mostre e documentazioni della Collezione Contini Bonacossi. Organizza eventi a diffusione allargata contro le censure politiche e contro le cautele che limitano la libertà di espressione creativa. È tra i fondatori della prima Controradio dove trasmette regolari rubriche. Collabora per molti anni con il suo amico Enrico Coveri sia come pierre che come curatrice di immagine. Pubblica vari libri. Negli ultimi anni della sua vita scrive alla testata web Nazione Indiana, rivista letteraria on line. Muore nella sua città il 26 marzo 2012.